# Gianluca Arrighi
Gianluca Arrighi (Roma, 3 de Outubro de 1972) é um escritor e advogado criminalista italiano.

## Biografia
Seu primeiro romance, Crimina romana, foi publicado em 2009 e adotado como um texto em escolas italianas.
Entre 2010 e 2011 Arrighi escreveu vários contos que foram publicados em jornais nacionais.
O segundo romance, Vincolo di sangue, foi publicado em 2012 e conta a história real de Rosalia Quartararo, uma mãe assassina que matou sua filha por ciúmes. O processo judicial de Rosalia Quartararo chocou a opinião pública italiana.
Em 2012, a empresa italiana dedicada à comunicação televisiva Mediaset avaliada Gianluca Arrighi como um dos melhores escritores italianos de romances de suspense.
Em 2014 é publicado o terceiro romance, L'inganno della memoria, onde Arrighi dá vida ao personagem literário de Elia Preziosi, um juiz enigmática do tribunal de Roma.
L'inganno della memoria é o best-seller de suspense legal na Itália em 2014.
Em 2015 Gianluca Arrighi sofreu ameaças e intimidações por um stalker, que foi preso e condenado pelo tribunal de Roma.
Em 2017 é publicado o romance, Il confine dell'ombra.
Em 2018 é publicado o romance, Oltre ogni verità.

#### Romances policiais
- Crimina romana, Roma, Gaffi, 2009 ISBN 978-88-6165-049-7
- Vincolo di sangue, Milan, Baldini Castoldi Dalai Editore, 2012 ISBN 978-88-6620-367-4
- L'inganno della memoria, Milan, Anordest, 2014 ISBN 978-88-98651-18-4
- Il confine dell'ombra, Nápoles, CentoAutori, 2017 ISBN 978-88-68721-16-9
- Oltre ogni verità, Nápoles, CentoAutori, 2018 ISBN 978-88-68721-52-7
- A un passo dalla follia, Nápoles, CentoAutori, 2019 ISBN 978-88-68721-96-1

#### Contos
- La malga, 2010
- Lo scassinatore, 2010
- Il vestito rosso, 2010
- Una morte e una calibro 38. La morte arriva in autunno, 2010
- Correvo disperata per sfuggire alla madre di tutte le paure, 2010
- Roxanne, 2011
- La vicina di casa, 2011
- Il desiderio di Letizia, 2011
- Un brusco risveglio, 2011
- La linea di confine, 2011